# Castello di Miradolo
Il Castello di Miradòlo è un edificio storico di San Secondo di Pinerolo, situato in località Miradolo e appartenuto al casato dei conti Cacherano di Bricherasio, un'estinta famiglia dell'antica nobiltà piemontese distintasi per onori militari, che vantò il titolo di viceré dei Savoia per alcuni dei suoi membri ma che si distinse anche per apprezzabili attività di filantropìa e mecenatismo.
Malgrado il nome l'edificio non è propriamente un castello bensì una villa di campagna, seppur caratterizzata da stilemi neogotici che richiamano elementi di un tradizionale castello medievale.
Dal 2008 è sede della Fondazione Cosso che gestisce i suoi rinnovati spazi realizzando eventi culturali di rilievo per il territorio.

## Storia
L'edificio originario risale al XV secolo e fu un possedimento di campagna dei marchesi Massel di Caresana. 
Ampliato e ridisegnato nel 1866 su volere del marchese Maurizio Massel di Caresana, fu conferito in dote alla figlia Teresa Massel in occasione delle nozze con il conte Luigi Cacherano di Bricherasio e dal cui matrimonio nacquero Sofia ed Emanuele, che divennero presto personaggi di spicco della nobiltà torinese di inizio Novecento. 
Sofia fu allieva del celebre pittore piemontese Lorenzo Delleani e si dilettò come pittrice oltre che come mecenate e filantropa, facendo di Miradolo e della residenza torinese della famiglia uno dei più rinomati «salotti» culturali, frequentato dal Delleani stesso ma anche dallo scultore Leonardo Bistolfi, dallo scrittore Edmondo De Amicis e dal capitano di Cavalleria Federico Caprilli, intimo amico della famiglia Bricherasio. 
Il fratello Emanuele si distinse invece per il suo intraprendente impegno nel nascente settore dell'industria automobilistica, figurando tra i soci fondatori della F.I.A.T., il cui atto costitutivo venne firmato proprio nella residenza torinese della famiglia Bricherasio, come raffigurato in un dipinto commissionato al Delleani stesso.
La famiglia Bricherasio frequentò regolarmente questa residenza per lunghi periodi di villeggiatura e battute di caccia, anche dopo la prematura morte del padre Luigi; assidua fu la frequentazione di Delleani e quella di Federico Caprilli, che fu anche amico e compagno d'arme dello stesso Emanuele all'Accademia Militare di Modena. Miradolo come Fubìne, Uviglie e Palazzo Bricherasio a Torino, continuarono a essere fulcro di un vivace fermento culturale che coinvolse molti artisti e intellettuali del territorio piemontese a cavallo tra Ottocento e Novecento.
In seguito alla misteriosa scomparsa di Emanuele Bricherasio, morto improvvisamente ad Agliè nel 1904 a soli trentacinque anni, la primogenita Sofia e l'anziana madre frequentarono sempre più di rado questa residenza. Tuttavia negli ultimi anni della sua vita la contessa Sofia, ormai ultima discendente senza alcun erede, si trasferì stabilmente a Miradolo e alla sua morte nel 1950 anche questo edificio fu incluso nel ricco lascito testamentario in favore della Piccola Opera della Divina Provvidenza di don Orione, che adibì la struttura prima a convento e poi a casa di riposo per anziani.
Dopo decenni di abbandono nel 2007 l'intero complesso è stato acquistato dalla Fondazione Cosso che, dopo un meticoloso e ampio progetto di recupero, ha stabilito la sua sede operativa e gestisce i suoi spazi per la realizzazione di eventi espositivi, concerti, convegni, progetti sociali e rendendo nuovamente Miradolo un riferimento culturale per il territorio.
Il primo evento evento espositivo della Fondazione Cosso è stato organizzato nel 2008 con l'allestimento di una mostra dedicata proprio a Lorenzo Delleani e a quel  «cenacolo artistico» di cui amava circondarsi Sofia di Bricherasio, divenendone mecenate e fervente promotrice.

## Caratteristiche

### L'edificio
L'attuale aspetto dell'edificio è il risultato della ristrutturazione del 1866 in stile neogotico di un fabbricato preesistente già menzionato in documenti risalenti XVII e XVIII secolo come «cascinotto di campagna»; la struttura venne trasformata da semplice villa rustica a dimora di campagna, sul modello dei più austeri esempi inglesi. 
Esso si sviluppa su tre piani fuori terra, con una pianta a bracci longitudinali da cui spiccano due torrette, una grande a base quadrata e una minore cilindrica, i prospetti sono caratterizzati da cuspidi triangolari e altri tipici stilemi neogotici che riportano i simboli araldici della famiglia Cacherano di Bricerasio e dei Massel di Caresana, alternati come decorazione sommitale delle finestre ogivali che affacciano sull'ampio parco circostante. 
Lungo la facciata sudoccidentale si trova la serra il cui prospetto è scandito da ampie vetrate a sesto acuto sormontate dalla medesima cornice in cotto caratterizzata da laterizi e archetti ogivali che percorre la sommità dell'intero edificio.
All'interno sono conservati il grande camino in legno intagliato del salone al piano terra e alcuni degli affreschi più significativi con raffinate decorazioni a grottesca sulle volte raffiguranti motivi vegetali e animali; al primo piano vi è la cappella, interamente affrescata e completa di altare ligneo con un piccolo presbiterio.
Gli spazi rimanenti sono stati ristrutturati coerentemente con la nuova vocazione museale della struttura e comprendono sale espositive, una sala congressi, la biglietteria, una caffetteria e complementari locali di servizio.

### Il parco
Il primo documento iconografico relativo all'orientamento progettuale del parco è un acquerello risalente alla fine del XVIII secolo dove traspare una partizione in stile rinascimentale con corsi d'acqua, siepi e un viale d'accesso differente da quello odierno. Quest'impostazione di «giardino all'italiana» fu completamente rivista nei primi decenni dell'Ottocento in favore di un ampliamento e di una risistemazione tipicamente romantica, con la creazione dell'attuale viale di accesso e di un sentiero ad anello che si inoltra nel bosco, oltre a prati ondulati, un piccolo lago, macchie irregolari di vegetazione e l'aggiunta di ulteriori specie botaniche esotiche conformemente alla moda tipica dell'epoca.
Così come l'edificio, anche il parco visse il suo periodo di decadimento e di abbandono. Dal 2007 la nuova proprietà ha intrapreso un progressivo ripristino sulla base di vecchie mappe conferendogli una forma planimetrica vagamente ovale con un ampio prato centrale da 30.000 metri quadrati. L'area boschiva circostante invece comprende esemplari di alcune piante secolari di grande impatto come: un cedro del Libano, una sequoia, un faggio asplenifolia, un faggio rosso, un liriodendro, un pino nero e un ginkgo biloba. Sono inoltre presenti numerosissimi tassi, tigli, platani, alcuni bambù e piante da fiore come magnolie, ortensie, agrifogli, camelie, lauri e càrpini.
Nel 2000 i suoi sei ettari sono stati censiti e sono risultati 1740 alberi di diversa dimensione, per un totale di circa 70 varietà botaniche e il parco è stato inserito nell'elenco dei giardini storici della Regione Piemonte.

## Manifestazioni
Grazie al lavoro svolto dalla Fondazione Cosso, negli ultimi anni Miradolo è stato sede di importanti eventi espositivi:
- Lorenzo Delleani e il cenacolo di Sofia di Bricherasio (11 ottobre 2008 - 18 gennaio 2009)
- Egitto nascosto. Collezioni e collezionisti dai musei piemontesi (21 marzo 2009 - 5 luglio 2009)
- Pittura naïf. Opere scelte dalla Collezione Zander (10 ottobre 2009 - 31 gennaio 2010)
- Vittorio Avondo e il paesaggio dell'Ottocento (27 marzo 2010 - 4 luglio 2010)
- Caravaggio in Piemonte. Luce e ombre dal Seicento piemontese (2 ottobre 2010 - 30 gennaio 2011)
- Protagoniste dimenticate. Le donne nel Risorgimento piemontese (2 aprile - 26 giugno 2011)
- Viaggio in Egitto. L’Ottocento riscopre la terra dei faraoni (1 ottobre 2011 - 29 gennaio 2012)
- Orsola Maddalena Caccia (3 marzo - 29 luglio 2012)
- Luigi Spazzapan (20 ottobre 2012 - 24 febbraio 2013)
- I volti e l’anima. Tiziano. Ritratti (16 marzo - 16 giugno 2023)
- I volti e l’anima. Lorenzo Lotto (6 ottobre 2013 - 2 febbraio 2014)
- Tahar Ben Jelloun. Giovinezza (31 maggio - 13 luglio 2014)
- San Sebastiano. Bellezza e integrità nell’arte tra Quattrocento e Seicento, con capolavori di Andrea della Robbia, Tiziano, Rubens, Guercino, Guido Reni, Mattia Preti, Ribera, Luca Giordano. 
A cura di Vittorio Sgarbi e Antonio D'Amico (5 ottobre 2014 - 8 marzo 2015)
- Beato Angelico. Il giudizio svelato. Capolavori attorno al "Trittico Corsini" (28 marzo - 19 luglio 2015)
- Caravaggio e il suo tempo (21 novembre 2015 - 10 aprile 2016)
- Pietro Porcinai. Giardino e paesaggio (12 giugno - 27 novembre 2016)
- Tiepolo e il Settecento veneto (25 febbraio - 14 maggio 2017)
- Fausto Melotti. Quando la musica diventa scultura (11 novembre 2017 - 11 febbraio 2018)
- Augusto Cantamessa. Fotografie (11 novembre - 9 dicembre 2018)
- Informale. Da Burri a Dubuffet, da Jorn a Fontana (6 aprile - 19 luglio 2019)
- Oliviero Toscani (16 novembre 2019 - 3 maggio 2020)
- Oltre il giardino. L'abbecedario di Paolo Pejrone (15 maggio 2021 - 15 maggio 2022)
- Christo e Jeanne-Claude. Projects (15 ottobre 2022 - 16 aprile 2023)
- Irma Blank. Tra segno e silenzio (14 ottobre - 26 novembre 2023)
- Giorgio Griffa. Una linea, Montale e qualcos’altro (23 marzo - 25 dicembre 2024)